# Azeitão
Azeitão ist ein Ort in Portugal und eine Gemeinde des Landkreises (Concelho) von Setúbal.

## Geschichte
Das Wort Azeitão stammt von az-zaitūn, dem arabischen Wort für „Oliven“, und bezieht sich auf den extensiven Anbau von Ölbäumen in dieser Region. Die erste Beschreibung des Gebiets stammt aus einem Schriftstück aus dem Mittelalter von König Dom Pedro I. (1320–1367), hier wird das Gebiet zwischen dem Fluss Coina und der Serra da Arrábida beschrieben. Die Besiedlung dieses Gebietes geht nicht wie in anderen Bereichen des Flusses Sado (Tróia und Setúbal) auf die Steinzeit und die Phönizier zurück, sondern kann erst ab dem 3. Jahrhundert vor Christus nachgewiesen werden.
Nach ersten Entscheidungen zur Errichtung eines eigenen Kreises durch Abspaltung aus dem Kreis Sesimbra entstand 1786 der Kreis Azeitão. Im Verlauf der Verwaltungsreformen nach der Liberalen Revolution 1822 und dem folgenden Miguelistenkrieg wurde der Kreis 1855 wieder aufgelöst und Setúbal angegliedert.

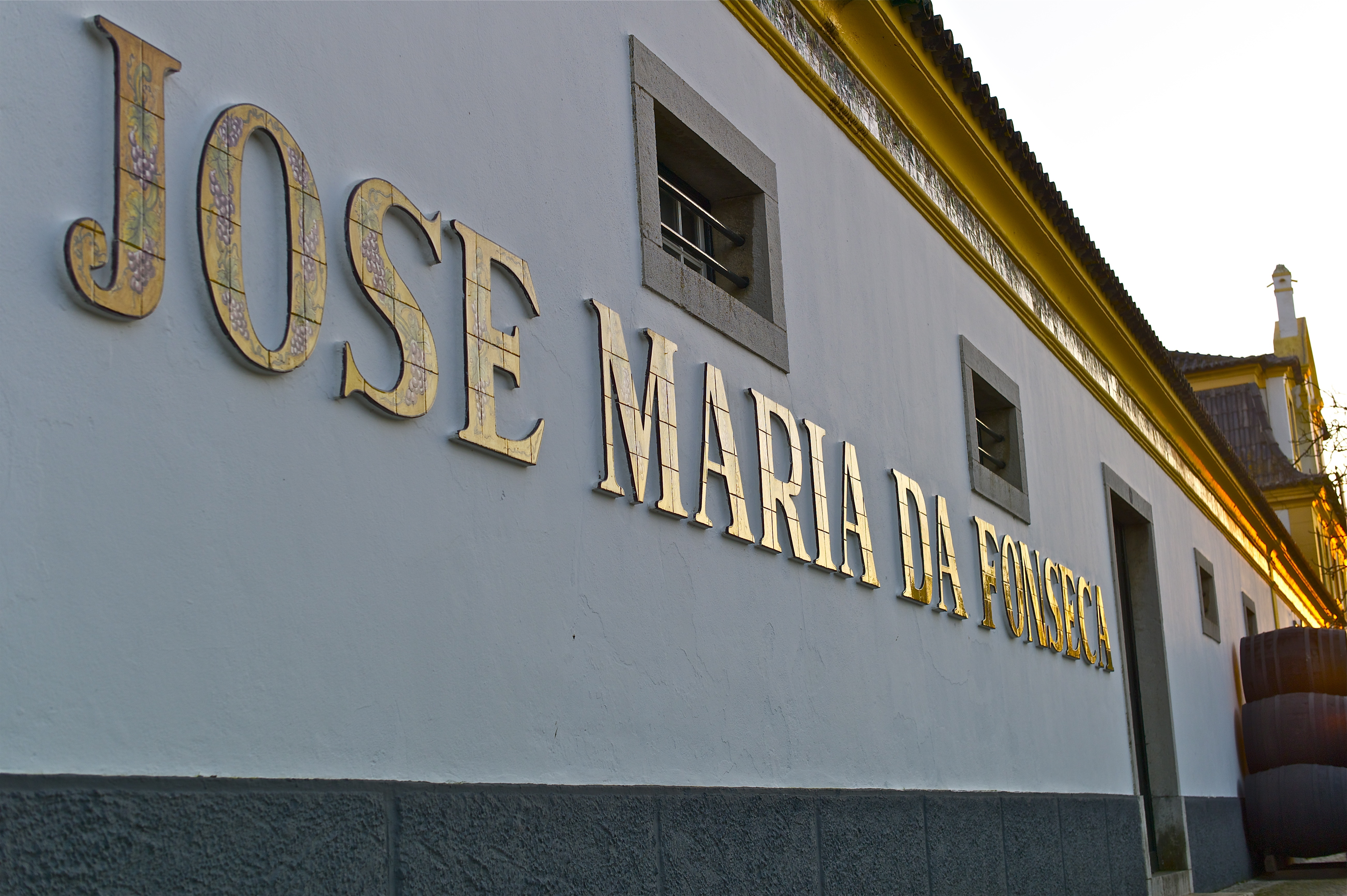
Weinkeller und Museum der Firma José Maria da Fonseca

## Sehenswürdigkeiten und Gastronomie
Azeitão liegt an den Ausläufern der Serra Arabida. Der Ort ist bekannt für den Anbau guter Weine und eines ausgezeichneten Olivenöls sowie seiner Frucht- und Nussbäume. Das Weingut mit Weinkellerei José Maria da Fonseca, das heute zu den großen Weingütern Portugals gehört, wurde im Jahre 1834 in Azeitão gegründet. Es hat großen Anteil an der Popularität der Rebsorte Periquita.
Ein weiteres bekanntes Weingut in Azeitão ist Quinta da Bacalhoa. Daneben befindet sich die Azulejos-Manufaktur Azulejos de Azeitão.

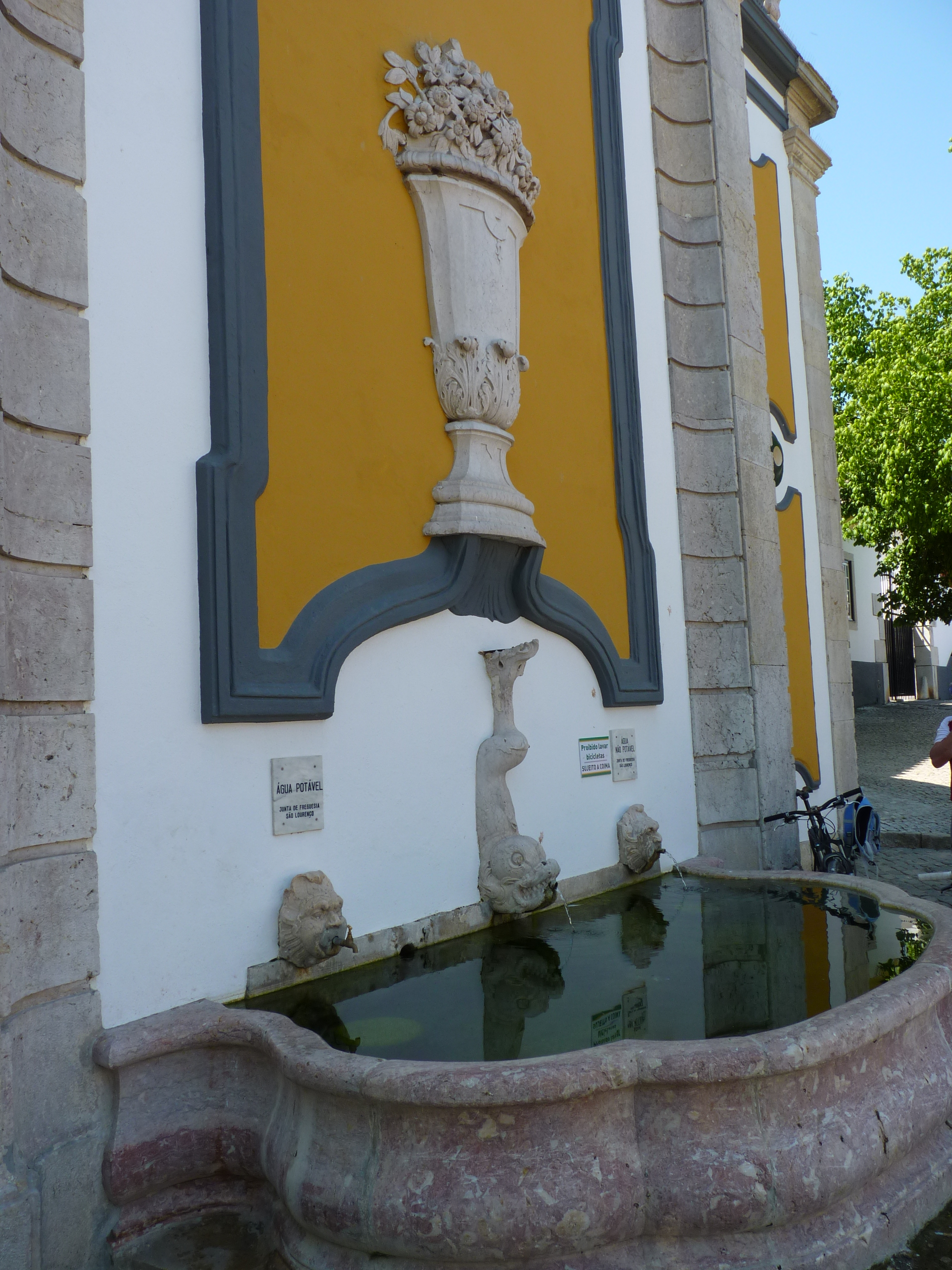
Brunnen in Vila Nogueira de Azeitão

## Verwaltung
Azeitão war lange in die zwei Gemeinden (Freguesias) São Lourenço (auch Vila Nogueira de Azeitão) und São Simão (auch Vila Fresca de Azeitão) aufgeteilt. Im Zuge der administrativen Neuordnung in Portugal 2013 wurden sie zur neuen Gemeinde Azeitão zusammengefasst. Amtlich trägt die Gemeinde den Namen „União das Freguesias de Azeitão (São Lourenço e São Simão)“. Offizieller Sitz der Gemeinde wurde São Lourenço.
Folgende Ortschaften liegen in der Gemeinde:
| - Aldeia da Piedade - Aldeia da Portela - Aldeia de Irmãos - Aldeia de Pinheiros - Aldeia de S.Pedro - Aldeia Rica - Alto das Necessidades | - Brejos de Azeitão - Brejos de Camarate - Casais da Serra - Castanhos - Oleiros - Picheleiros - Pinhal de Negreiros | - Portinho da Arrábida - Vendas de Azeitão - Vale Florete - Vila Nogueira de Azeitão - Vila Fresca de Azeitão |

## Söhne und Töchter
- Filipe de Magalhães (1571–1652), Komponist
- Pedro de Lencastre (1608–1673), 6. Herzog von Aveiro
- Raimundo de Lencastre (1620–1666), 5. Herzog von Aveiro
- Joaquim Pedro Gomes de Oliveira (1762–1833), Politiker und mehrmaliger Minister
- António José da Silva Paulet (1778–1837), Militäringenieur
- Sebastião da Gama (1924–1952), Lyriker und Pädagoge
- Nuno Gama (* 1966), Modeschöpfer